# Фация (геология)
.
Фация (на латински: facies – лице, облик) в геологията е понятие, възникнало през 19-ти век за обозначаване на измененията в литоложкия състав скалите и включените в тях органични остатъци в пределите на един стратиграфски хоризонт на площта на неговото разпространение. Терминът фация е предложен през 1838 – 41 г. от швейцарският геолог Аманц Гресли (1814 – 1865), който свързвал произхода на фациалните изменения с различните условия при образуването на скалите и ги сравнявал с тези изменения, които могат да се наблюдават на съвременното морско дъно. Поради това, той групирал и наименувал различните видове фации в зависимост от обстановката при тяхното натрупване (литорални фации, пелагически фации и др.). В зависимост от тези условия и наличието на различни органични остатъци в тях съществуват два варианта на понятието фация: 1) скала, възникнала в определена обстановка; 2) обстановка на седиментация (съвременна и древна), представена в скалите и утайките (седиментните). Тези два варианта на определение на термина фация са много близки и се допълват един с друг.
Често терминът фация обозначава условията, съществуващи в различните стадии на утаечния процес – литогенеза, така например при изследването на стадиите при изветряне се обособяват „фации на кората на изветряне“, при изучаването на стадиите на превръщане на утайките в седиментни скали – „фации на диагенеза“, а при изучаване на последващите преобразувания на вече формираните седиментни скали – „фации на епигенеза“. Относно метаморфните скали финландския геолог Пенти Ескола (1883 – 1964) въвежда понятието „фации на метаморфизъм“. Терминът фация широко се използва за обозначаване и на частните особености при съвременните и древните наслоявания, а също за тези или онези признаци на самите утайки и скали.
През 1933 г. руският геолог Леонид Василиевич Пустовалов въвежда понятието „изкопаеми геохимически фации“, представляващи отделен пласт или сбор от пластове, които по цялото си протежение имат еднаква геохимическа характеристика, възникнала в процеса на образуването им. Терминът „геохимическа фация“ получил особено широко признание сред нефтените геолози, тъй като указват геохимическите особености на средата при седиментация и диагенеза, имащи важно значение при натрупването на изходните за нефта органични вещества.
От американските геолози Ф. Петиджон, Л. Слоос и Уилям Крумбейн е въведено понятието „литоложки фации“ (или „литофации“), които обединяват особеностите на литоложкия състав на скалите в стратиграфския хоризонт на дадено място (например пясъчна фация, глинеста фация и др.). Тук могат да бъдат отнесени и фациите, определяни на базата на минералите, структурата или текстурата на скалите. Това понятие особено често се използва в работите по нефтена геология. Обособяват се също „биологически фации“ („биофации“) – изкопаеми биоценози, възстановени по съхранилите се в тях остатъци от организми (например коралова фация, граптолитова фация и др.).
По този начин фациите се поделят на няколко вида: по начина на натрупване на утайките (наслагите); по състава на наслагите; по стадия на изменения на скалите; по органичните остатъци и по други признаци, например физиофация – по физическото състояние на средата на утаяване: топловодна, субареална и др.; тектофация – по тектонски признаци: геосинклинална фация, платформена фация, синклинална фация и др.